# Paranapuá
Paranapuá är en ort i Brasilien.   Den ligger i kommunen Paranapuã och delstaten São Paulo, i den södra delen av landet, 600 km sydväst om huvudstaden Brasília. Paranapuá ligger 428 meter över havet och antalet invånare är 3 815.
Terrängen runt Paranapuá är platt. Närmaste större samhälle är Jales, 19,6 km söder om Paranapuá.
Omgivningarna runt Paranapuá är en mosaik av jordbruksmark och naturlig växtlighet. Runt Paranapuá är det ganska tätbefolkat, med 65 invånare per kvadratkilometer.